# Fuensanta de Martos
Fuensanta de Martos là một đô thị trong tỉnh Jaén, Tây Ban Nha. Theo điều tra dân số 2006 (INE), đô thị này có dân số là 3326 người.
37°39′B 3°54′T / 37,65°B 3,9°T